# Santa Rosa del Sur

Localização do município de Santa Catalina no departamento de Bolívar

Santa Rosa del Sur é um município do departamento de Bolívar, na Colômbia.